# 猪子島
猪子島（いのこじま）は、広島県大竹市阿多田に位置する広島湾の無人島。定住者はいないものの、堤防（防波堤とコンクリート橋）で有人島である阿多田島と繋がっている。

## 地理
阿多田島の北東約300ｍにある。面積0.12㎢。
- 阿多田島と猪子島（右上）の航空写真（2023年）
国土交通省 国土地理院 地図・空中写真閲覧サービスの空中写真を基に作成
- 阿多田島と猪子島を結ぶコンクリート橋

## 人口
1955年(昭和30年)の国勢調査では人口2人を数えた。その後、無人島に化したが　1985年(昭和60年)より再び住人が確認された。しかし、2000年(平成12年)より、また無人島になった。

## 島内
阿多田島の住人の生産基地になっており、イワシやカキの加工場や魚の孵化場が海沿いにある。また、竜宮神社という神社もある。

### 水産関係
- 向井水産
- 大井水産

- 猪子島の水産加工場

### その他
- 龍宮神社‐祭神は大綿津見神。祭日は5月15日。創始は不詳。海事一切の守護神として奉斎された。

- 猪子島の龍宮神社

一時阿多田島の阿多田島神社に移転されたが、1977年（昭和52年）5月に再び猪子島に移転された。それに合わせて、魚介類慰霊碑、石鳥居、石灯籠が建立された。